# Luda Kroitor
Luda Kroitor (n. 14 iunie 1982, Soroca, RSS Moldovenească, URSS) este o dansatoare australiană originară din Republica Moldova. Este de cinci ori campioană mondială la salsa și câștigătoare a emisiunii australiene „Dancing with the Stars”, ediția din 2008.

## Biografie
S-a născut în orașul Soroca din RSS Moldovenească (actualmente Republica Moldova), în familia profesoarei de dirijare și conducere a orchestrei de instrumente populare, Rozalia Kroitor-Șamis. A studiat la liceul Nr. 2 din Soroca și în același timp a studiat pianul. În 1992, familia a emigrat în Australia și s-a stabilit la Sydney, unde Luda a început să danseze cu dansatorul chilian Oliver Pineda. A studiat la școala evreiască „Emanuel” din Sydney.
Începând cu anul 2001, perechea Kroitor-Pineda a câștigat Campionatul Mondial de Dans Salsa de cinci ori. Este, de asemenea, câștigătoare a Campionatului australian de dans de sală la alte categorii. În ultimele cinci sezoane a lucrat la emisiunea de televiziune „Dancing with the Stars”, unde a jucat alături de Kostya Tszyu (locul doi), Luke Jacobs (locul întâi, 2008) și Lincoln Lewis.
În 2012, s-a căsătorit cu Matt Wilson. Primul copil al cuplului s-a născut în 2014.